# Renato Bracci
Pour les articles homonymes, voir Bracci.
Renato Bracci, né le 8 septembre 1904 à Livourne et mort le 2 mars 1975, est un rameur d'aviron italien.

## Carrière
Renato Bracci participe aux Jeux olympiques de 1932 à Los Angeles. Il remporte la médaille d'argent en huit, avec Vittorio Cioni, Mario Balleri, Renato Barbieri, Dino Barsotti, Roberto Vestrini, Guglielmo Del Bimbo, Enrico Garzelli et Cesare Milani.